# هزار سی‌سی توربو (بازی ویدئویی)
بازی  هزار سی‌سی توربو  (به انگلیسی: ۱۰۰۰cc Turbo) در سال ۱۹۹۰ توسط شرکت مکس دیزاین  ساخته و توسط شرکت ایمپرشنز  برای کامپیوتر آمیگا به بازار عرضه گردید.

## داستان
این بازی یک بازی موتورسواری و در  ژانر مسابقه‌ای می‌باشد و الهام گرفته شده از بازی "سوپر هنگ-آن"  است.

## گیم‌پلی

تصویر بازی آمیگا

گیم پلی این بازی همانند بازی‌های مسابقه‌ای دیگر در این ژانر می‌باشد. قابلیت انتخاب چهار موتورسیکلت مختلف برای بازیباز است. و در ضمن  امکان انتخاب یک الی ۹ دور مسابقه برای هر جاده وجود دارد. گرافیک این بازی به صورت دو بعدی و نمای دوربین از پشت موتور سوار می‌باشد. امکان انجام این بازی با صدای محیطی یا همراه با موسیقی فراهم گردیده‌است. 

موتورهای موجود در بازی :
1. کاوازاکی کِی بی وان [۴]
2. سوزوکی آراچ ۲۵۰ [۵]
3. هوندا سی بی ۹۰۰ [۶]
4. سوزوکی پی ایی ۲۵۰ بی [۷]

## سازندگان بازی
- برنامه نویسان : کریس برچ (Chris Birch)
- گرافیک : استفن ردپت (Stephen Redpath)
- موزیک : کریستوفر دِنمن (Christopher J. Denman)

## سیستم‌ها
این بازی در سال ۱۹۹۰ با همکاری شرکت‌های مکس دیزاین و ایمپرشنز به‌طور اختصاصی برای رایانه خانگی آمیگا منتشر گردید.

## معادل انگلیسی
1. ↑  Max Design
2. ↑  Impressions
3. ↑  Super Hang-On
4. ↑  Kawasaki KB1
5. ↑  Suzuki RH250
6. ↑  Honda CB900
7. ↑  Suzuki PE250B